# آروپ کومار بایدا
آروپ کومار بایدا (انگلیسی: Arup Kumar Baidya؛ زادهٔ ۲ سپتامبر ۱۹۸۷) بازیکن فوتبال اهل بنگلادش بود. 
وی همچنین در تیم‌های ملی فوتبال زیر ۲۳ سال بنگلادش و بنگلادش بازی کرده است.
وی در مسابقات کشوری و بین‌المللی در مجموع برندهٔ ۱ مدال طلا شده است.